# Dobyvatelé ztracené pravdy
Dobyvatelé ztracené pravdy je americký televizní seriál o paranormálních aktivitách, show měla premiéru 6. června 2007 na stanici Syfy. Celý pořad produkovaly Mandt Bros. Productions a Ping Pong Productions. V seriálu sledujeme paranormálního výzkumníka Joshe Gatese, který cestuje po celém světě, aby prozkoumal tvrzení o nadpřirozenu, zejména v oblasti kryptozoologie. Nejvyšší hodnocení získala třetí série, následovala čtvrtá i pátá série. Dne 27. března 2014 Gates oznámil prostřednictvím svého účtu na Facebooku, že se seriál již nedočká šesté sezóny.

## Formát
Každý díl trvá zhruba 45 minut a během nich se paranormální tým pokouší rozluštit dvě nadpřirozené nebo kryptozoologické záhady. Nejprve tým cestuje na místo, kde hodlá vyšetřovat, pozná zdejší historii a kulturu, následně vyslechne jednotlivé svědky. Celé pátrání probíhá v noci. Získané nahrávky, fotky, odlitky či jiné důkazy následně odvezou do USA a ukáží je odborníkovi, který se jim pokusí pomoct určit, co při pátrání objevili.

## Sledovanost
Premiéra třetí série dosáhla až 2,1 milionů diváků, druhá epizoda dosáhla podobnou sledovanost, zhruba 2,021 milionů diváků. Čtvrtý díl překonal rekord sezóny s 2,3 miliony diváky.

## Série

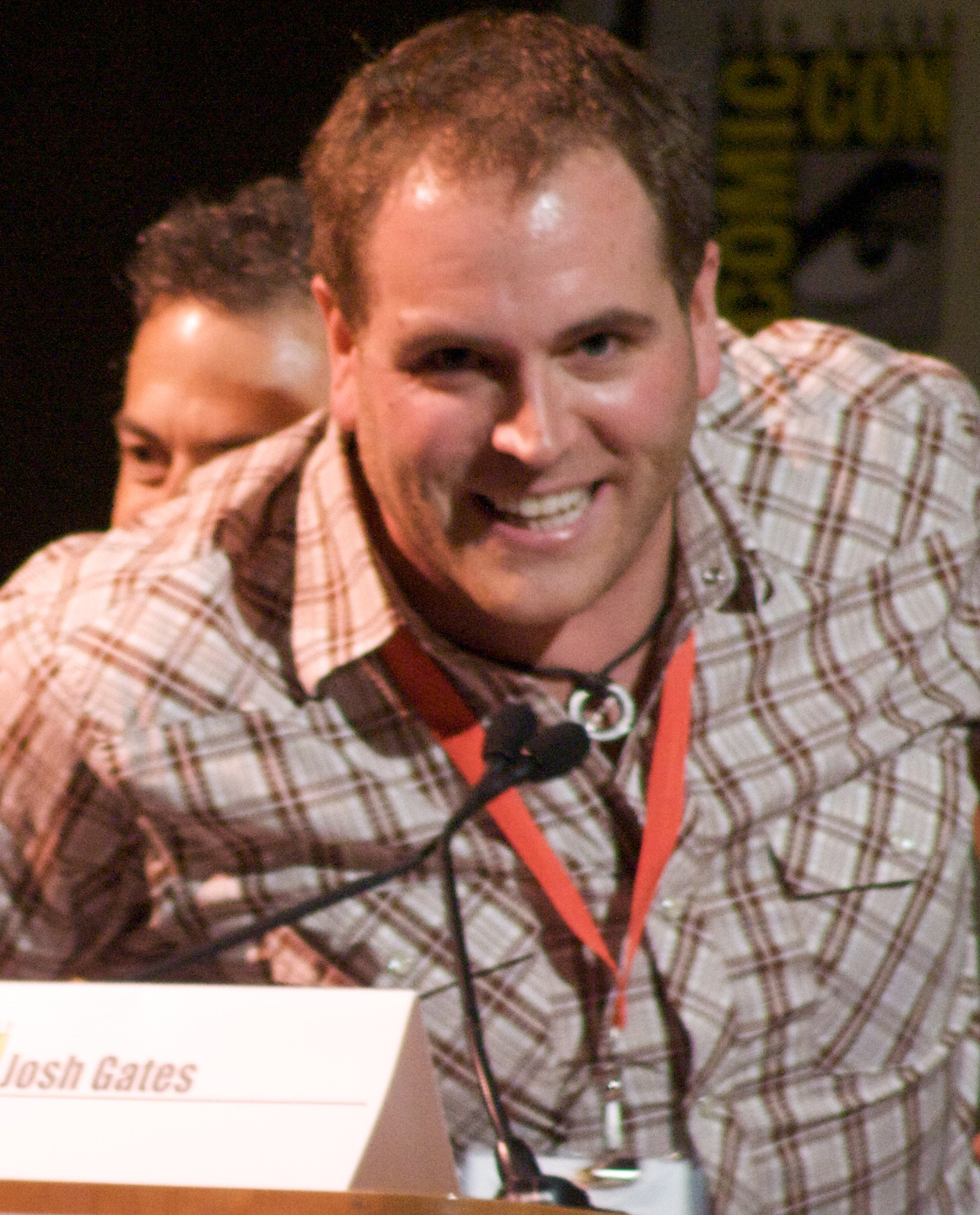
Hlavní účinkující, Josh Gates během ComicConu 2009

| Série | Epizody | Vysíláno          | Vysíláno           |
| Série | Epizody | Poprvé vysíláno   | Naposledy vysíláno |
| ----- | ------- | ----------------- | ------------------ |
| 1     | 6       | 6. června 2007    | 18. července 2007  |
| 2     | 13      | 5. března 2008    | 15. října 2008     |
| 3     | 15      | 9. září 2009      | 21. dubna 2010     |
| 4     | 14      | 9. září 2010      | 19. dubna 2011     |
| 5     | 7       | 10. července 2012 | 14. srpna 2012     |

## Paranormální tým

### Tým poslední série[5]
- Josh Gates – hlavní vyšetřovatel, producent
- Erin Ryder – manažerka případu
- Kyle Wheeler – kameraman
- David D'Angelo – kameraman
- Katy Murakami – vyšetřovatel
- Adam Butler – audio technik
- Tristant Icaza – technik
- Richie Fung – medik

### Bývalí členové týmu
- Drew Adams – asistent produkce
- Allie Boettger – zvukový specialista
- Hank Braxtan – technický specialista, producent
- Casey Brumels – kameraman, producent
- Ron Carlson – producent
- Gabriel "Gabe" Copeland – kameraman
- Jael de Pardo – vyšetřovatelka, producentka
- Rey Delgado – medik
- Vlad Garcia – audio technik
- Bicha Gholam – manažer případu
- Lindsay Gillette – vyšetřovatelka
- Tony Gonzales – technický manažer
- Shawn A. Goodwin – medik
- Naomi Grossman – asistentka produkce
- Richard Hackney – pomocný střihač
- Araceli Haldeman – asistentka produkce

- Sharra Jenkins – technická specialistka
- Chris Lore – manažer případu
- Mike Morrell – audio technik
- Bobby Pura – producent, vyšetřovatel
- Dan Ramirez – režisér, kameraman
- Nick Scown – producent, střihač
- Star Seifert – producent, vyšetřovatel
- Ian Shorr – producent, vyšetřovatel
- Erica "Shush" Shusha – kameramanka
- Vanessa Joy Smith – technická specialistka
- Michael "Ponch" St. Hilaire – audio technik
- Evan B. Stone – kameraman
- Jarrod Tomassi – medik
- Jed Udall – kameraman
- Rich Velazquez – audio technik
- Rex Williams – medik
- Eric Wing – kameraman, producent, šéf kástingu
- Ali Zubik – producent, vyšetřovatel

### Hosté
V seriálu se někdy objevovali i speciální vyšetřovatelé, zejména z pořadů TAPS a Ghosthunters.
- Jason Hawes – vyšetřovatel z TAPS
- Grant Wilson – vyšetřovatel z TAPS
- Steve Gonsalves – vyšetřovatel z TAPS
- Dave Tango – vyšetřovatel z TAPS
- Jael de Pardo – vyšetřovatelka

- Robb Demarest – vyšetřovatel z GHI
- Dustin Pari – vyšetřovatel z GHI/TAPS
- Barry Fitzgerald – vyšetřovatel z GHI
- Kris Williams – vyšetřovatelka z GHI/TAPS
- Allison Scagliotti – herečka ze seriálu Skladiště 13